# Roboty śmierci
Roboty śmierci – horror science fiction, wydany 21 marca 1986 roku, pod tytułem Killbots.

## Fabuła
4 pary (małżonkowie Rick i Linda, Greg i Suzie, Mike i Leslie, oraz Ferdy i Allison) decydują się na schadzkę w hipermarkecie, w którym trójka z nich pracuje. W markecie tym znajdują się też roboty, które zaczynają zabijać.

## Obsada
- Kelli Maroney – Alison Parks
- Tony O'Dell – Ferdy Meisel
- Russell Todd – Rick Stanton
- Karrie Emerson – Linda Stanton
- Barbara Crampton – Suzie Lynn
- Nick Segal – Greg Williams
- John Terlesky – Mike Brennan
- Suzee Slater – Leslie Todd
- Paul Bartel – Paul Bland
- Mary Woronov – Mary Bland
- Dick Miller – Walter Paisley